# ヴィニュー＝シュル＝セーヌ
ヴィニュー＝シュル＝セーヌ （Vigneux-sur-Seine）は、フランス、イル＝ド＝フランス地域圏、エソンヌ県のコミューン。パリ南東約18km地点にある。

## 概要
地名の由来は不明である。ラテン語で新しい町を意味するVicus Novus（またはNeuvicかNeuvicq）から派生したと受け取られている。また、古い時代にセーヌ河岸で行われていたブドウ栽培を指していると言われる。1793年にコミューンとなった時は単にヴィニューだったが、1910年に現在の名称となった。
1960年代、低所得者層向け集合住宅ができたことで人口が倍増した。

## 交通
- 鉄道 - RER D線ヴィニュー＝シュル＝セーヌ駅

## 姉妹都市
- リマヴェディ、北アイルランド
- モンサオン、ポルトガル
- トロヤン、ブルガリア